# Fonds de régulation et de contrôle café-cacao
Pour les articles homonymes, voir FRC.
Le Fonds de régulation et de contrôle café-cacao (FRC) est une structure créée en 2002 dans le cadre de la régulation financière et du contrôle des opérations d'exportation du café et du cacao de Côte d'Ivoire. Elle a été fondue en 2012 dans une nouvelle structure, le Conseil Café-Cacao. 
Mise en place le 12 avril 2002, le Fonds de régulation et de contrôle est une personne morale de droit privé. Dirigé par Firmin Kouakou et ayant pour président du conseil d'administration (PCA)  Angeline Kili, le FRC tire son financement principalement de redevances prélevées sur les produits de la filière café-cacao. Il travaille en partenariat avec plusieurs autres structures du secteur que sont Autorité de régulation du café et du cacao (ARCC), la Bourse du café et du cacao (BCC), le FGCCC le FDPCC, le CNRA et l'UNICABS.

## Organisation du FRC
Selon l'article 5 du décret n°2001-668 du 24 octobre 2001, les organes de la FRC sont :
- L'assemblée générale qui exprime les intérêts des opérateurs de la filière café-cacao et qui se compose de 40 membres constituant quatre collèges

- Le conseil d'administration, investi des pouvoirs les plus étendus pour agir en toute circonstance en son nom, dans les limites de l'objet du FRC, il détermine la politique du FRC et contrôle son exécution par le directeur général ; il est composé de 12 membres.

- Le conseil de surveillance, un organe collégial composé de trois membres désignés au sein du Conseil d'Administration chargé du suivi des décisions prises par le conseil d'administration.

- La direction générale qui coordonne les activités du FRC et le représente dans ses rapports avec les tiers. Le directeur général est sélectionné suivant une procédure d'appel à candidature.

## Mission du FRC
Les missions du FRC sont :
- La signature, conjointement avec la BCC, des engagements d'exportations,
- Le contrôle de la situation financière des exportateurs et le suivi de leurs engagements à l'égard de la Bourse du Café et du Cacao (BCC) et du FRC,
- L'établissement et la publication d'un barème permettant de définir, à partir du prix CAF de référence, le prix indicatif bord-champ en liaison avec la BCC
- La réalisation, le cas échéant, des garanties dont sont assortis les engagements d'exportation et les agréments des exportateurs,
- La communication à l'Autorité de régulation du café et du cacao (ARCC) de toute information relative aux violations par les exportateurs et leurs engagements contractuels,
- La promotion des petits et moyens exportateurs et des coopératives exportatrices (PEMEX-COOPEX),
- La promotion de la qualité du cacao et du café ivoiriens,
- La poursuite, par toutes les voies de droit, du recouvrement des sommes qui lui sont dues au titre des engagements d'exportation,
- La perception pour son compte et pour celui de l'ARCC, de la BCC et du Fonds de Développement des Producteurs de Café-Cacao (FDPCC) des redevances prélevées sur les produits de la filière.